# Зои (фильм)
«Зои» (англ. Zoe) — романтический научно-фантастический фильм 2018 года. 
Режиссёром является Дрейк Доримус, главные роли сыграли Юэн Макгрегор и Леа Сейду. Премьера состоялась 21 апреля 2018 года на кинофестивале «Трайбека».

## Сюжет
Коул (Юэн Макгрегор) — учёный, который занимается разработкой идеальных романтических партнёров — синтетиков. Это разновидности андроидов, которые созданы с целью избавить людей от одиночества и неразделенной любви.
Также, создан препарат (в виде таблетки, её должны принять оба партнёра) «Бенисол» (Benysol), пробуждающий романтические чувства в людях на несколько часов.
Зои (Леа Сейду) — коллега Коула, ежедневно помогающая в работе (другой помощник — Эш, тоже синтетик). Она пытается построить с ним отношения, но долгое время не подозревает, что и сама является синтетиком — сам Коул раскрывает ей это.
Зои в шоке, но не хочет этому верить (хотя все признаки налицо, например, отсутствие слёз — разработчики просто не предусмотрели это в конструкции).
Она отправляется в город, где узнаёт, что есть целый бордель с подобными синтетиками для удовлетворения чувственных потребностей мужчин (не обязательно сексуальных). Хозяйка борделя говорит Зои, что они обычно хорошо справляются с обязанностями, а когда синтетик вырабатывает ресурс — его отправляют на переработку. При этом она отмечает, что Зои уникальна — она умеет чувствовать сама.
Зои заводит любовника, Коулу это не по нраву, но он приглашает её в романтическое путешествие. Но тут Зои попадает в автоаварию — её сбивает машина. Коул вскрывает её и ремонтирует. Но его ассистентка советует «отпустить» Зои, и Коул не пробуждает своё творение.
Коул вместе со своей подругой принимают «Бенисол», и он рассказывает ей о своём романе с Зои. Далее он встречает Зои и беседует с ней в кафе. После этого Коул впадает в депрессию.
Зои приходит в лабораторию к Коулу, где её радостно встречают. Там уже создают усовершенствованные Зои 2.0, которые умеют плакать. Саму же Зои, как отличный прототип, не деактивируют, а обещают отправить в музей.
В финале Коул возобновляет свои отношения с Зои.

## В ролях
| Актёр              | Роль     |
| ------------------ | -------- |
| Юэн Макгрегор      | Коул     |
| Леа Сейду          | Зои      |
| Кристина Агилера   | Джевелс  |
| Тео Джеймс         | Эш       |
| Рашида Джонс       | Эмма     |
| Миранда Отто       | дизайнер |
| Мэттью Грей Гублер | Майкл    |

## Отзывы
Фильм получил низкие оценки кинокритиков. На сайте Rotten Tomatoes у картины 35 % положительных отзывов по данным 26 рецензий со средним баллом 4,6/10. 
На сайте Metacritic — 39 баллов из 100 на основе 10 рецензий.